# Liste der Kulturdenkmale in Schafstedt
In der Liste der Kulturdenkmale in Schafstedt sind alle Kulturdenkmale der schleswig-holsteinischen Gemeinde Schafstedt (Kreis Dithmarschen) aufgelistet (Stand: 10. März 2025).

## Legende
In den Spalten befinden sich folgende Informationen:
- Objekt-ID: die Nummer des Kulturdenkmales
- Lage: die Adresse des Kulturdenkmales und die geographischen Koordinaten. Kartenansicht, um Koordinaten zu setzen. In der Kartenansicht sind Kulturdenkmale ohne Koordinaten mit einem roten Marker dargestellt und können in der Karte gesetzt werden. Kulturdenkmale ohne Bild sind mit einem blauen Marker gekennzeichnet, Kulturdenkmale mit Bild mit einem grünen Marker.
- Offizielle Bezeichnung: Bezeichnung des Kulturdenkmales
- Beschreibung: die Beschreibung des Kulturdenkmales
- Bild: ein Bild des Kulturdenkmales

## Bauliche Anlagen
| Objekt-ID      | Lage                                       | Offizielle Bezeichnung       | Beschreibung | Bild            |
| -------------- | ------------------------------------------ | ---------------------------- | --- | --------------- |
| 12416 Wikidata | Hauptstraße 7 (54° 4′ 55″ N, 9° 17′ 35″ O) | Wohnhaus                     | Alteintragung (Aktualisierung vorgesehen) - Begründung: Alteintragung (Aktualisierung vorgesehen) - Schutzumfang: Alteintragung (Aktualisierung vorgesehen) - Denkmaltyp: Bauliche Anlage | Fotos hochladen |
| 8360           | Klosterhof 4 (54° 4′ 41″ N, 9° 17′ 39″ O)  | Wohn- und Wirtschaftsgebäude | Wohn- und Wirtschaftsgebäude; 1860; eingeschossiges Backsteinhallenhaus mit reetgedeckten Halbwalmdächern, Wohnteil mit eigenem Dach, Mittelzwerchhaus und polygonalem Standerker, bauzeitliche Raumgliederungen - Begründung: geschichtlich, Kulturlandschaft prägend - Schutzumfang: gesamtes Objekt - Denkmaltyp: Bauliche Anlage | BW              |

## Quelle
- Liste der Kulturdenkmale in Schleswig-Holstein – Kreis Dithmarschen (PDF)

- Karte mit allen Koordinaten:
- OSM |
- WikiMap